# Kościół Świętych Apostołów Piotra i Pawła w Mikołowie-Paniowach
Kościół Świętych Apostołów Piotra i Pawła w Mikołowie-Paniowach – rzymskokatolicki kościół parafialny w Mikołowie, w dzielnicy Paniowy, w województwie śląskim. Należy do dekanatu Mikołów archidiecezji katowickiej. Mieści się przy ulicy Staromiejskiej.

## Historia
W 1757 roku rozpoczęła się budowa nowej świątyni drewnianej, którego fundatorką została Katarzyna Rozyna Bujakowska. W latach 1830–1835 została podmurowana wieża kościoła, a następnie cala świątynia z powodu wilgotności. W 1894 roku zostały ufundowane nowe organy, ponieważ stary instrument pochodzący z przełomu XVII/XVIII stulecia, nie nadawał się już do użytku. W 1925 roku świątynia staje się samodzielnym kościołem parafialnym (wcześniej był to kościół filialny parafii św. Mikołaja w Bujakowie).

## Wyposażenie
Do wyposażenia kościoła należą m.in. późnorenesansowy ołtarz oraz barokowe rzeźby i ambona.